# ساعت آبی‌رنگ (فیلم ۲۰۰۷)
ساعت آبی‌رنگ (انگلیسی: The Blue Hour) فیلمی در ژانر درام است به کارگردانی و نویسندگی اریک نازاریان. که نمایش افتتاحیه این فیلم در سال ۲۰۰۷ جشنواره بین‌المللی فیلم سن‌سباستین بود.

## بازیگران
- آلیسا میلانو
- یوریک ون واگنینگن
- امیلی ریوس
- اریک بردن
- پال دیلان
- ریچل ماینر
- سارا جونز